# Жарновецкая ГАЭС
Жарновецкая ГАЭС (PSHPP Żarnowiec) — одна из гидроаккумулирующих электростанций Польши, расположенная на севере страны в Поморском воеводстве. Строительство ГАЭС началось в 1976 году, ввод в эксплуатацию состоялся в 1983 году.
В качестве нижнего резервуара используется Жарновецкое озеро, расположенное в системе реки Пясница. Его объём 121 млн м³, высота над уровнем моря 1—2 метра.
Верхним резервуаром является искусственный водоем с объёмом 13,8 млн м³, способный запасать воду в эквиваленте 3,6 млн кВт-ч электроэнергии, при этом его заполнение осуществляется за 6,5 часов. Высота поверхности водоема — 126 метров над уровнем моря, максимальное колебание уровня 16 метров.
От верхнего резервуара до машинного зала ведут четыре водовода длиной по 1100 метров, диаметр которых уменьшается от 7,1 до 5,4 метра. Максимальная совокупная пропускная способность водоводов 700 м³ в секунду. Отводной канал длиной 835 метров соединяет электростанцию с озером.
Две трети машинного зала, высота которого достигает 60 метров, расположены ниже уровня земли. Первоначально мощность станции в генераторном режиме составляла 680 МВт. После проведенной в середине 2000-х годов модернизации этот показатель увеличился до 716 МВт (а мощность в насосном режиме — до 800 МВт). Основное оборудование ГАЭС составляют четыре оборотные турбины типа Френсис.
Неподалеку от Жарновца планировалось построить атомную электростанцию, для которой ГАЭС могла выполнять балансирующую роль. Однако в 1980-х годах строительство АЭС было заморожено, а затем уже построенные конструкции были разобраны.